# Saathain
Das 516 Einwohner zählende Saathain ist ein Ortsteil der Gemeinde Röderland im südbrandenburgischen Landkreis Elbe-Elster. Er befindet sich rechtsseitig der Mündung der Großen Röder in die Schwarze Elster an der südlichen Grenze zum Naturpark Niederlausitzer Heidelandschaft.
Die erste urkundliche Erwähnung des Dorfes ist für das Jahr 1140 in einem Vertrag des Bischofs Udo von Naumburg mit dem Markgrafen Konrad von Meißen nachgewiesen. Durch die Ansiedlung mehrerer Puppenspielerfamilien im 19. Jahrhundert gilt Saathain als eine Wiege des sächsischen Wandermarionettentheaters. Am 26. Oktober 2003 bildete Saathain mit den umliegenden Dörfern Haida, Prösen, Reichenhain, Stolzenhain, Wainsdorf und Würdenhain die Gemeinde Röderland. Das einstige Saathainer Rittergut ist mit zahlreichen Konzerten und Ausstellungen eines der kulturellen Zentren der Gemeinde und des Landkreises Elbe-Elster. Auf dem Gelände befindet sich unter anderem ein Rosengarten mit etwa 5000 Rosenstöcken, eine aus dem Jahr 1629 stammende Gutskirche sowie ein auf den Grundmauern des 1945 zerstörten Saathainer Schlosses errichtetes Sommer-Café.

## Geographie

### Geografische Lage und Naturraum

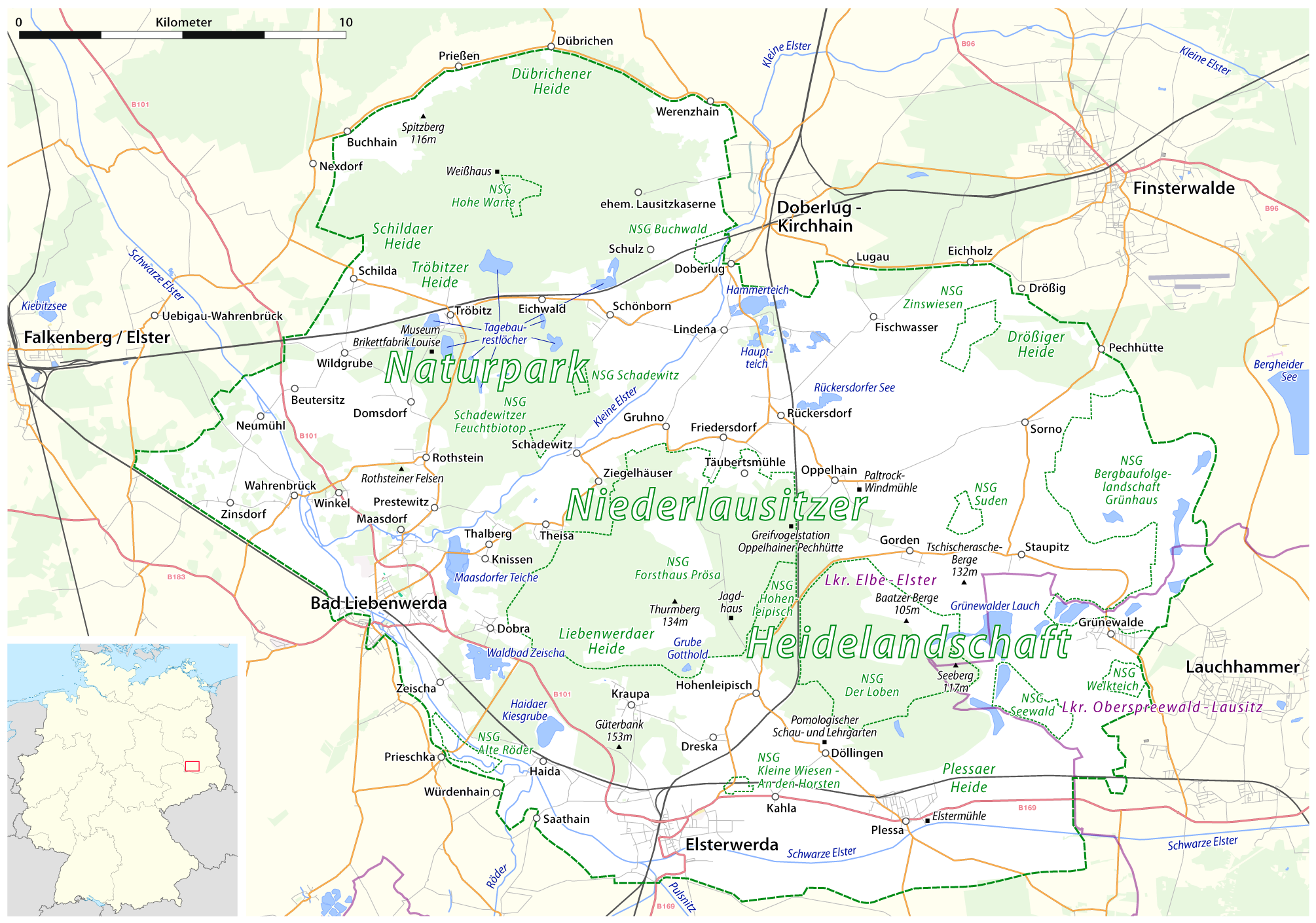
Naturpark Niederlausitzer Heidelandschaft

Saathain liegt im Norden der Gemeinde Röderland, rechtsseitig der Mündung der Großen Röder in die Schwarze Elster an der südlichen Grenze zum Naturpark Niederlausitzer Heidelandschaft, der ein 484 Quadratkilometer großes Gebiet im Landkreis Elbe-Elster und im Landkreis Oberspreewald-Lausitz umfasst. Der Ort ist vom etwa 6011 Hektar großen Landschaftsschutzgebiet Elsteraue umgeben, das in drei ökologische Raumeinheiten aufgeteilt ist, wobei das Teilgebiet Elsteraue II Saathain einschließt. Einer der Schutzzwecke des Landschaftsschutzgebietes ist „die Erhaltung des Gebietes wegen seiner besonderen Bedeutung für die naturnahe Erholung im Bereich des Kurortes Bad Liebenwerda.“
Der Verwaltungssitz der Gemeinde Röderland, Prösen, befindet sich etwa fünf Kilometer südöstlich des Dorfes.

### Geologie

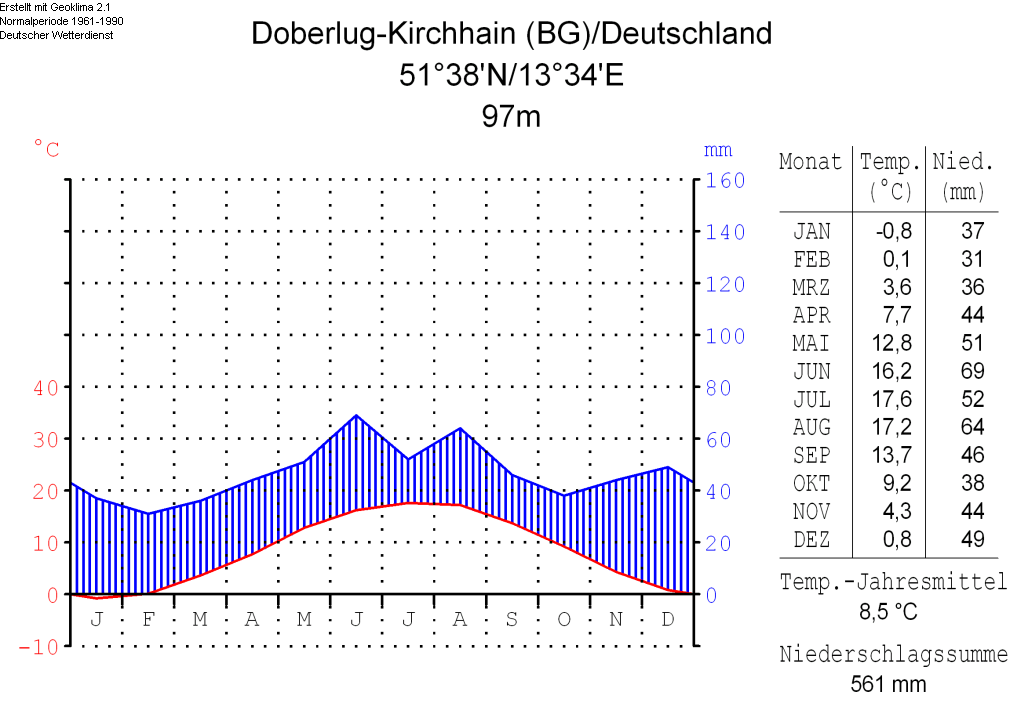
Klimadiagramm von Doberlug-Kirchhain etwa 20 km nördlich von Saathain

Saathain befindet sich im Breslau-Magdeburger Urstromtal, das wenige Kilometer östlich in der Niederung des Schradens zwischen Elsterwerda und Merzdorf mit sieben Kilometer Breite seine engste Stelle erreicht und dann nach Nordwesten schwenkt. Das heutige Landschaftsbild ist maßgeblich von der vorletzten Eiszeit geprägt. Eine mehrere hundert Meter mächtige Schicht Sand und Kies bedeckt das kristalline Grundgebirge, das Teil der Saxothuringischen Zone des variszischen Grundgebirges ist.

### Klima
Saathain liegt mit seinem humiden Klima in der kühl-gemäßigten Klimazone, jedoch ist ein Übergang zum Kontinentalklima spürbar. Die nächsten Wetterstationen befinden sich in Richtung Nordosten in Doberlug-Kirchhain, westlich in Torgau und südlich in Oschatz und Dresden.
Der Monat mit den geringsten Niederschlägen ist der Februar, der niederschlagsreichste der Juli. Die mittlere jährliche Lufttemperatur beträgt an der etwa 20 Kilometer nördlich gelegenen Wetterstation Doberlug-Kirchhain 8,5 °C. Der Unterschied zwischen dem kältesten Monat Januar und dem wärmsten Monat Juli beträgt 18,4 °C.

## Geschichte

### Etymologie und erste urkundliche Erwähnung

Saathain auf einer geschichtlichen Karte des Kreises Liebenwerda (1910).

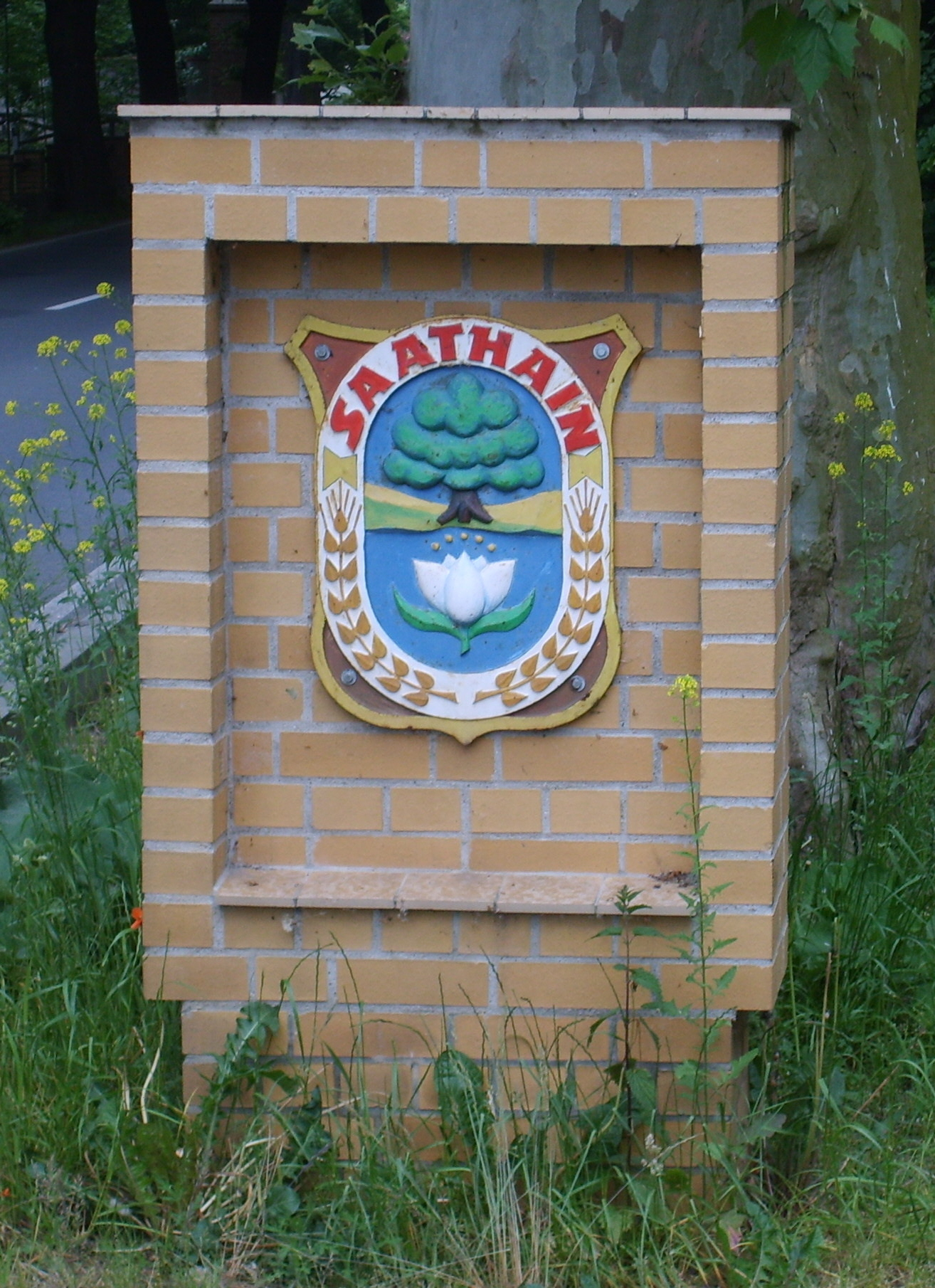
Gemauertes Wappen am Ortseingang

Die erste urkundliche Erwähnung ist für das Jahr 1140 in einem Vertrag des Bischofs Udo von Naumburg mit dem Markgrafen Konrad von Meißen nachgewiesen. Saathain hieß zu dieser Zeit castrum Sathim (lat. befestigter Ort). Wahrscheinlich war Saathain Grenzfeste des zum Naumburger Besitz gehörenden Burgwards Strehla. Spätere Namensformen waren:
- 1197 (Uuernherus de) Satem
- 1199, 1210, 1221/22 (Wernerus de) Satem, Satim
- 1261 (Thymo de) Sathem
- 1285 Sathim
- 1289 Saten
- 1244, 1328 Satyn
- 1353 zcu dem Saten
- 1384 Sathan
- 1397 Sathen
- 1419 Sathan
- 1542 uffm Sattan
- 1555 Sathaynn, Sathan, Sahann
- 1575 Sathayn

Möglich ist, dass das castrum Sathim auf einer slawischen Siedlung oder Befestigungsanlage entstand. Der Name könnte vom slawischen Zatyme (Ort Hinter dem Sumpf) oder aus dem obersorbischen tymjo, tymjenja (Sumpf, Quellsumpf, Quelle) abgeleitet sein. Anhand der Namensformen kann man jedoch auch auf den deutschen Namen Sātheim schließen. Dazu kommen weitere Deutungen in Betracht, so könnte das Grundwort zum Beispiel aus dem Ostfälischen übertragen worden sein und damit die Saat, das Säen, den Samen, das geerntete Getreide, oder auch das mit Getreide bewachsene Land, das Saatfeld oder ein Stück Saatland gemeint sein.
Zu beachten ist, dass die benachbarten Elsterburgen in Wahrenbrück, Würdenhain, Liebenwerda, Mückenberg, und Elsterwerda deutsche Namen tragen. Auch die Form Dorf am Saatland, -feld ist denkbar. Weiterhin ist eine Ableitung vom mittelniederdeutschen Sāt, sate oder mittelhochdeutschen sāze für Stelle der Niederlassung, Sitz, Wohnsitz, friedlicher, ruhiger Ort möglich. Die Namensgebung Saathain erfolgte erst 1843.

### Vom Spätmittelalter bis zum Kursächsischen Bauernaufstand

Wappen derer von Schleinitz

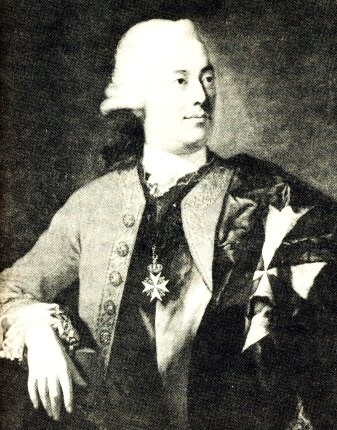
Detlev Carl von Einsiedel

Saathain hatte eine der ältesten Wehranlagen an der Schwarzen Elster. Die Burg diente der Sicherung des Flussübergangs an der unweit gelegenen Einmündung der Großen Röder, die gleichzeitig die Grenze zum benachbarten Gau Nizizi darstellte sowie wohl auch dem Schutz und der Kontrolle der parallel zur Schwarzen Elster verlaufenden Heer- und Handelsstraßen. Nur etwa einen Kilometer flussabwärts befand sich auf der gegenüberliegenden Seite der Mündung die befestigte Anlage des in der Mitte des 15. Jahrhunderts zerstörten Schlosses von Würdenhain. Zur Herrschaft Saathain zählten neben Saathain auch die Orte Stolzenhain, Schweinfurth, Reppis, Gröditz und das 1935 in Kröbeln eingemeindete Mühldorf. Die Burg gehörte bis Mitte des 14. Jahrhunderts als Reichslehen dem Stift zu Naumburg. 1274 überließ Bischof Meinherr von Naumburg das Schloss Saathain Heinrich dem Erlauchten auf Lebenszeit. Zwei Jahre später wurde die Belehnung auch auf Heinrichs Sohn Friedrich Clem und dessen Nachkommen ausgedehnt.
Ab 1348 war in Saathain das Adelsgeschlecht derer von Köckritz ansässig. Die Köckritze blieben bis 1475 in Saathain und es folgten ihnen die Schleinitze. Das meißnische Adelsgeschlecht besaß zu dieser Zeit auch die etwa zwanzig Kilometer östlich gelegene Herrschaft Mückenberg, die über den sogenannten Schleinitzweg mit Saathain verbunden war. Dieses Adelsgeschlecht, deren meißnische Linie mit dem Tod des Hermann Otto von Schleinitz 1891 erlosch, blieb dort bis 1716 ansässig. In jenem Jahr erwarb der kursächsische Oberhofmarschall Freiherr Woldemar von Löwendal, der einst unter Einflussnahme der Gräfin Cosel nach Sachsen gekommen war und der 1708 schon die östlich angrenzende Herrschaft Elsterwerda erworben hatte, die Herrschaften Saathain und Mückenberg. 1777 kam Saathain in den alleinigen Besitz des sächsischen Kabinettsministers Detlev Carl von Einsiedel. Sein Vater Johann George von Einsiedel hatte es 1748 von der Witwe Löwendals erworben.
Ende August 1790 kam es auch im Gräflich Einsiedelschen Saathain zu Auswirkungen des Kursächsischen Bauernaufstandes, der einen Monat zuvor bei Waldheim und Wechselburg seinen Anfang genommen hatte und in der Lommatzscher Pflege bald mit Gewalt losbrach. Dabei forderten die aufrührerischen, meist mit Sensen, Mistgabeln und Beilen bewaffneten Bauern unter anderem die Auflösung der Frondienste und Zinsen. Auch ein Teil der Saathainer Bauern erhob sich und wollte den zu diesem Zeitpunkt in seiner Funktion als Minister in Bautzen weilenden Grafen von Einsiedel vorladen, der die Gerichtsherrschaft über sie ausübte. Die Unruhen wurden allerdings kurze Zeit später durch ein Kommando Dragoner, das vier Saathainer Bauern verhaftete und in Ketten gefesselt nach Dresden brachte, niedergeschlagen. Der Großenhainer Amtmann, der zunächst selbst nach Saathain gekommen war, um die aufrührerischen Bauern zu besänftigen, meldete bereits am 4. September 1790 Ruhe im Amt Großenhain, wo die Unruhen neben der Herrschaft Saathain unter anderem auch in den Herrschaften Frauenhain und Zabeltitz mit ihren dazugehörigen Gemeinden aufgeflammt waren.

### Vom Wiener Kongress bis zum Zweiten Weltkrieg
Die Ablösung der Frondienste in Saathain erfolgte im Jahre 1821, als der Ort zum preußischen Staatsgebiet gehörte; 1815 waren Saathain und weitere Teile des Amtes Großenhain nach den Befreiungskriegen infolge der Bestimmungen des Wiener Kongresses vom Königreich Sachsen an das Königreich Preußen angegliedert worden und gehörten seither zur preußischen Provinz Sachsen. Mit Schweinfurth, Reppis und Gröditz verblieben allerdings einige Teile des einstigen Saathainer Herrschaftsgebietes bei Sachsen. Das 1834 noch 260 Einwohner zählende Gröditz entwickelte sich dank seiner verkehrsgünstigen Lage und des 1779 durch Detlef Carl von Einsiedel gegründeten Stahlwerks zu einer Stadt mit heute etwa 7500 Einwohnern.
Im Jahr 1852 begannen im wenige Kilometer flussabwärts gelegenen Zeischa Bauarbeiten zur Regulierung der Schwarzen Elster. Der Fluss, der bis dahin aus zahlreichen Fließen bestand, erhielt bis 1861 sein heutiges Bett und wurde eingedeicht. Die Röder, die vorher einige hundert Meter hinter dem Saathainer Schloss mündete, wurde in das alte Elsterbett geleitet, das als Alte Röder bekannt ist, und mündete am Prieschkaer Gänsewinkel in den neuen Flusslauf der Schwarzen Elster.

Das einstige Saathainer Schloss um 1908

Etwa zur gleichen Zeit begann in der zweiten Hälfte des 19. Jahrhunderts die Industrialisierung der Region um Saathain. Den Ort selbst, in dem die Landwirtschaft die Haupterwerbsquelle blieb, betraf diese Entwicklung indirekt. Der Fischfang in den Flüssen Röder und Schwarze Elster wurde durch die zunehmende Verunreinigung, welche die neuentstandenen Industriebetriebe, wie das Zellstoffwerk in Gröditz, verursachten, weitgehend unmöglich gemacht. Viele Bewohner des Dorfes fanden außerhalb Saathains Arbeit, Gewerbetreibende und Politiker bemühten sich deshalb, dieser Entwicklung Rechnung zu tragen. Am 18. Dezember 1908 wurde auf ihre Initiative hin in der Liebenwerdaer Gaststätte Weißes Roß die genossenschaftlich organisierte Elektrische Überlandzentrale Kreis Liebenwerda und Umgebung gegründet. Den Saathainer Gutsbesitzer Otto Bormann wählte man zum Vorsitzenden des Vorstands. Wenige Jahre später erfolgte der Bau der ersten 110-kV-Leitung in Europa, die das Lauchhammerwerk mit den Stahlwerken in Gröditz und Riesa verbinden sollte. Sie nahm am 21. Januar 1912 den Betrieb auf. Am Gröditzer Schalthaus wurde eine 15-kV-Leitung über Prösen nach Stolzenhain abgezweigt, das damit am 25. Juni 1912 als erste Gemeinde im Kreis Liebenwerda elektrischen Strom erhielt. Von dort aus wurden Kabel weiter in die Orte der Umgebung verlegt; damit erhielt auch Saathain noch im gleichen Jahr einen Stromanschluss.
Vier Jahre später erfolgte die Regulierung der Großen Röder durch die Röderregulierungsgenossenschaft Saathain. Für die Bauarbeiten wurden größtenteils Kriegsgefangene eingesetzt. Der Fluss mündet seitdem wieder unweit von Saathain und Würdenhain in die Schwarze Elster.

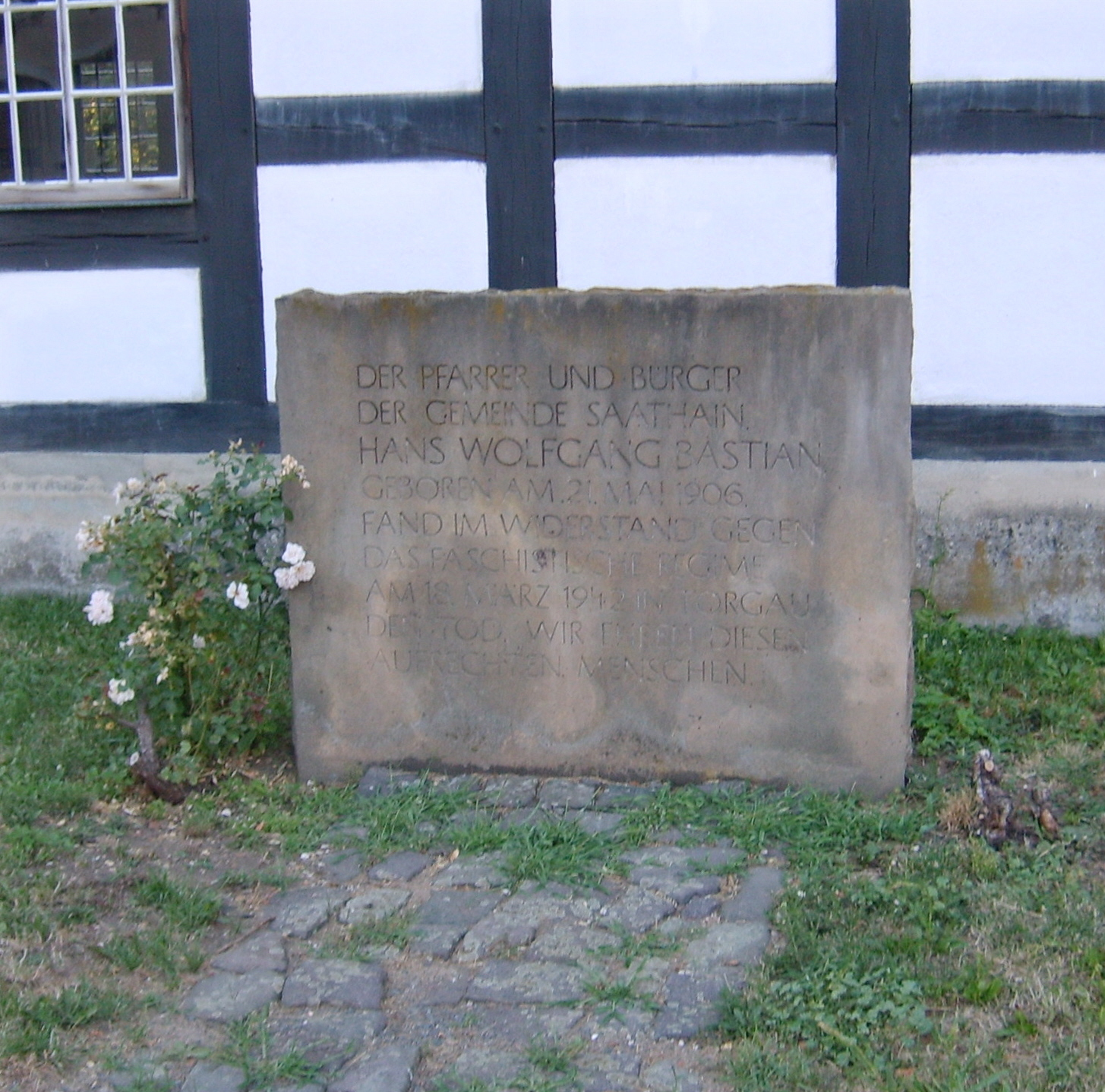
Gedenkstein zu Ehren von Wolfgang Bastian

Im Zweiten Weltkrieg blieb der Ort von unmittelbaren Kampfhandlungen verschont. Dennoch gingen die NS-Zeit und der Krieg nicht spurlos an Saathain vorüber. Der im September 1934 neu ins Amt eingeführte Saathainer Pastor Wolfgang Bastian übernahm von seinem Amtsvorgänger einen schon länger währenden Streit mit einem Kantor, der eine Zusatzvergütung verlangte, was der Gemeinde-Kirchen-Rat ablehnte. Die Auseinandersetzung endete damit, dass der Pfarrer bei den Behörden denunziert und von den Kirchenbehörden gemahnt wurde. Nach einer weiteren Denunzierung wurde der Pfarrer im März 1942 verhaftet und kam bei den Verhören durch die Gestapo in Torgau ums Leben.
Gegen Ende des Zweiten Weltkriegs wurde die Elsterbrücke am 22. April 1945 zerstört, um den Einmarsch der vorrückenden Truppen der Ersten Ukrainischen Front der Roten Armee zu verhindern. In diesen Tagen kam es durch einen vorsätzlich gelegten Brand zur Zerstörung des Saathainer Schlosses, bei dem unter anderem auch das umfangreiche Archiv mit historischen Aufzeichnungen und Akten, die im Schloss eingelagerten Kunstschätze sowie die alten Kirchenbücher der Nachbarorte Würdenhain (mit den Eintragungen von Taufen, Trauungen und Beerdigungen der Jahre 1655 bis 1812) und Stolzenhain den Flammen zum Opfer fielen.

### Von der Nachkriegszeit bis zur Gegenwart
Der 587 Hektar umfassende Grundbesitz des zum Schloss gehörenden Rittergutes wurde im Rahmen der Bodenreform in der Sowjetischen Besatzungszone aufgeteilt. Dabei entfielen 489,91 Hektar auf insgesamt 281 Personen in den umliegenden Gemeinden Haida (72,83 ha), Reichenhain (124,80 ha), Saathain (181,33 ha), Stolzenhain (30,11 ha), Würdenhain (78,80 ha) und Kröbeln (2,04 ha). Die zerstörte Elsterbrücke wurde nach dem Krieg durch einen Neubau ersetzt, der in den Jahren 2003 und 2004 aufgrund erheblicher Schäden erneuert wurde.

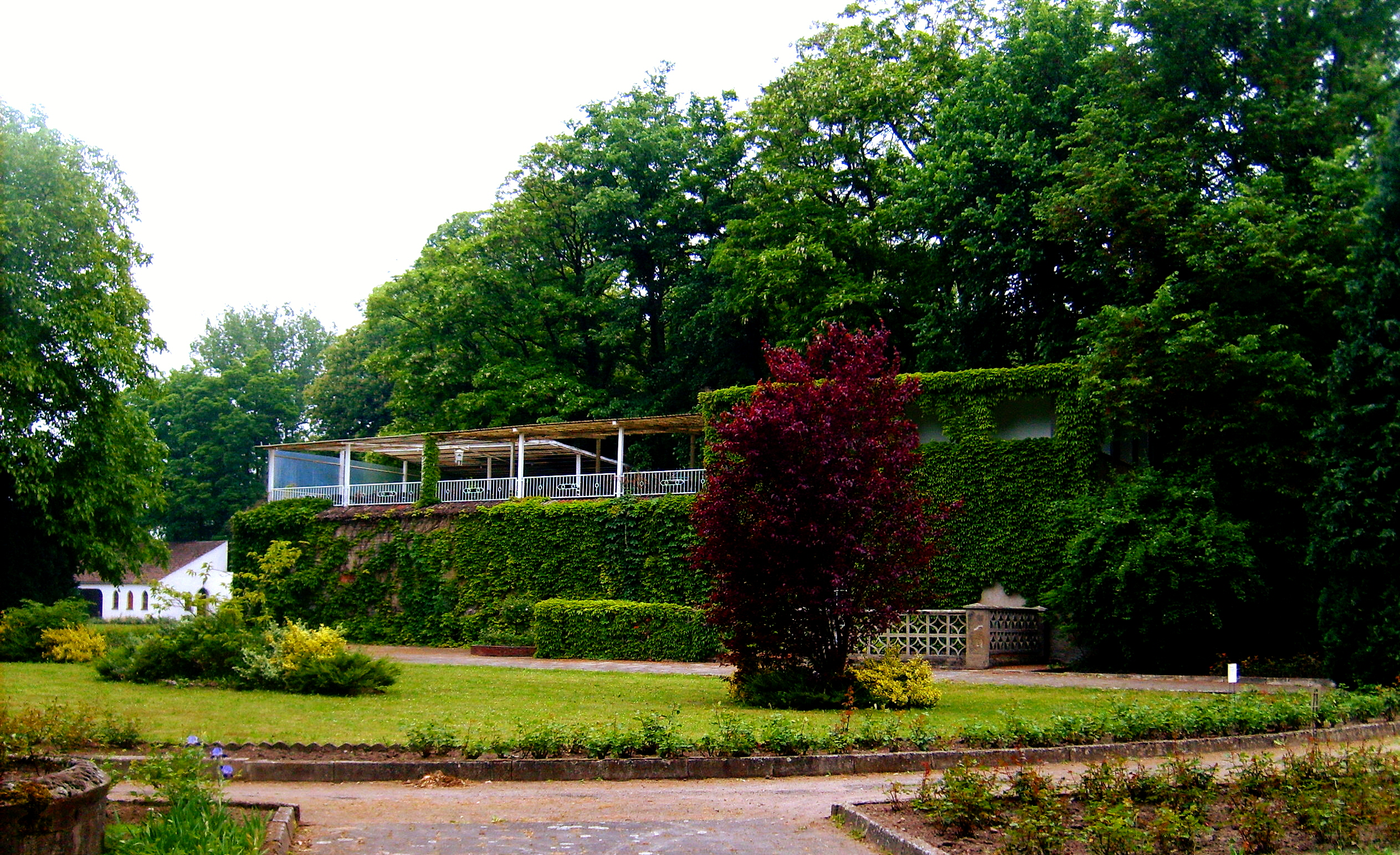
Der Rosengarten mit den Grundmauern des alten Schlosses

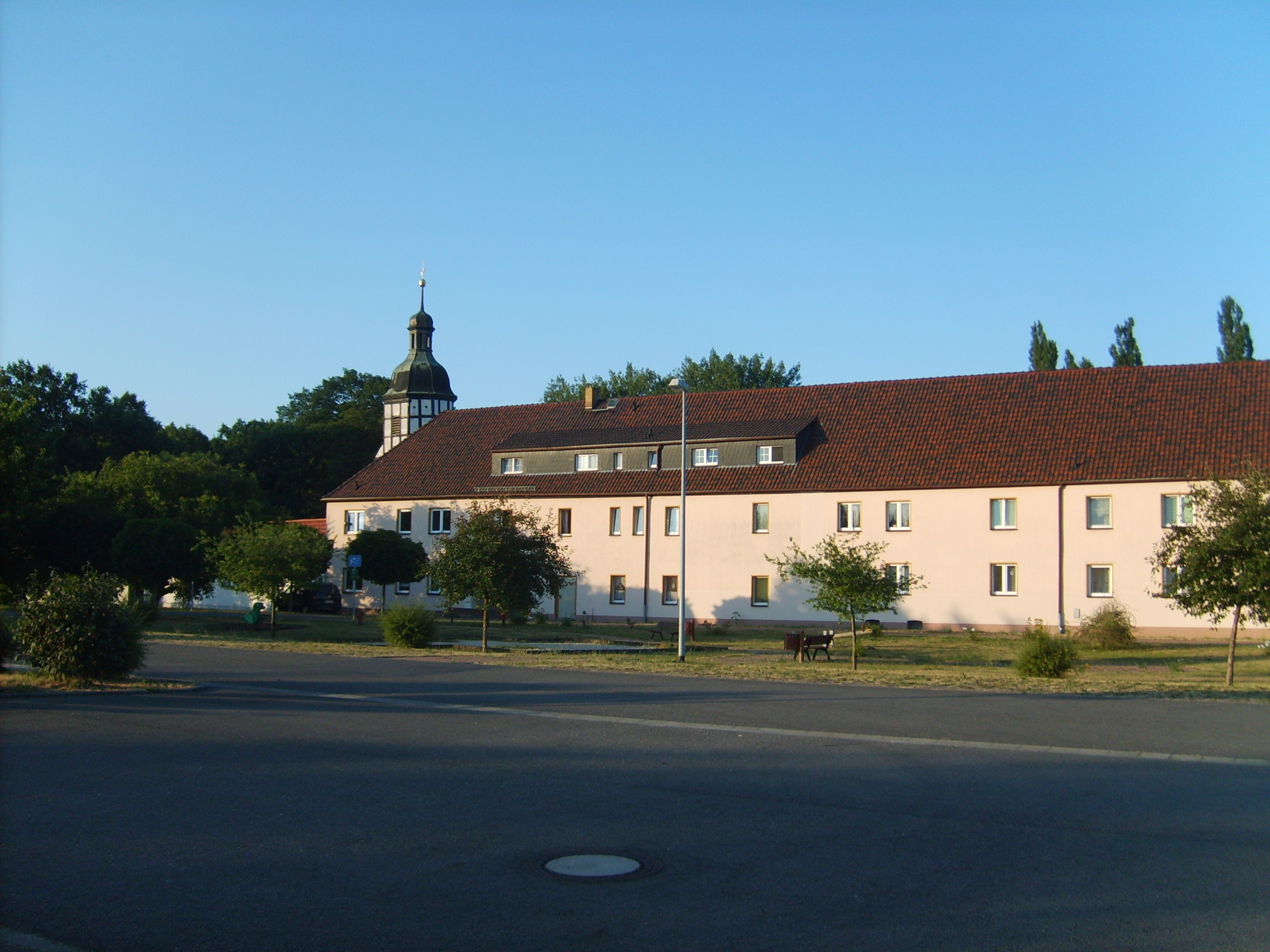
Saathainer Gut im Juli 2010

In der Deutschen Demokratischen Republik gehörte Saathain bis zu dessen Auflösung im Jahr 1952 zum Land Sachsen-Anhalt, nach der Gründung der Bezirke bis zur Wiedervereinigung im Jahr 1990 zum Bezirk Cottbus.
Geprägt wurde der Ort in dieser Zeit durch das Wirken des Saathainer Bürgermeisters Heinz Dreißig, der dieses Amt 1951 übernommen hatte und es bis 1990 behielt. 1955 wurde zunächst mit dem Ausbau der Friedensstraße begonnen. Weitere Verbesserungen der Infrastruktur folgten später. Es entstand eine Sportplatzanlage mit Kegelbahn und Freilichtbühne. Das 1837 errichtete alte Schulhaus wurde zu einem Gemeindehaus mit Schwesternstation und Arztzimmer umgebaut. Nach der Auflösung der Dorfschule 1975 wurde im Jahr darauf im 1922 erbauten zweiten Schulhaus eine Konsumverkaufsstelle eingerichtet. Die Schlossruine wurde in eine Terrasse, der alte Gutspark in einen Rosengarten umgestaltet. An der Kirche wurden umfangreiche Sanierungsmaßnahmen in Angriff genommen. Das Deutsche Nationalkomitee für Denkmalschutz verlieh Heinz Dreißig 1991 für seine Verdienste den Deutschen Preis für Denkmalschutz. Dieser seit 1977 verliehene Preis, die höchste Auszeichnung auf diesem Gebiet in Deutschland, „gilt Persönlichkeiten und Personengruppen, die sich ehrenamtlich dem Schutz, der Pflege und der dauerhaften Erhaltung des baukulturellen und archäologischen Erbes widmen. Die Leistungen sollen in der Regel langfristig angelegt sein und in ihrer Bedeutung weit über sonst übliches Bürgerengagement hinausgehen.“
Nach der politischen Wende kam es am 15. Januar 1992 zunächst zur Bildung des Amtes Röderland, das aus den Gemeinden Saathain und den umliegenden Dörfern Prösen, Reichenhain, Stolzenhain, Wainsdorf und Haida mit dem Ortsteil Würdenhain bestand. Am 26. Oktober 2003 folgte im Zuge der Gemeindegebietsreform im Land Brandenburg der Zusammenschluss der amtsangehörigen Dörfer zur amtsfreien Gemeinde Röderland. Die Ortsteile der Gemeinde gehörten bis zur Kreisgebietsreform in Brandenburg im Jahr 1993 zum Landkreis Bad Liebenwerda, der am 6. Dezember 1993 mit den Landkreisen Herzberg und Finsterwalde in den Landkreis Elbe-Elster einging.
Im Zuge der Dorferneuerung in den 1990er Jahren wurde die Infrastruktur des Ortes, wie Straßen und Gehwege, die Räumlichkeiten für Kindergarten sowie der Jugendclub weitgehend modernisiert. Außerdem konnte im Juli 2001 die Rekonstruktion des Saathainer Gutes abgeschlossen werden, das noch bis zur Wende durch die Landwirtschaftliche Produktionsgenossenschaft (LPG) landwirtschaftlich genutzt wurde.

### Bevölkerungsentwicklung
Im Jahr 1486 wurden in Saathain 14 Gärtner gezählt, 1575 waren es 14 Hüfner und 15 Gärtner. 1835 zählte das Dorf 63 Wohnhäuser mit 412 Einwohnern. An Vieh wurden 27 Pferde, 237 Stück Rindvieh, 600 Schafe, 12 Ziegen und 109 Schweine gezählt. Nach dem Zweiten Weltkrieg stieg die Einwohnerzahl Saathains durch den Zuzug von Vertriebenen im Jahr 1946 bis auf 790. Sie erreichte damit ihren Höchststand. Bis 2010 sank die Zahl auf 535.
| 1875 | 400 | 1946 | 790 | 1989 | 577 | 1995 | 569 | 2001 | 606 |
| 1890 | 460 | 1950 | 784 | 1990 | 576 | 1996 | 575 | 2002 | 595 |
| 1910 | 500 | 1964 | 656 | 1991 | 570 | 1997 | 603 | 2009 | 535 |
| 1925 | 565 | 1971 | 622 | 1992 | 563 | 1998 | 615 | 2010 | 547 |
| 1933 | 532 | 1981 | 580 | 1993 | 561 | 1999 | 604 | 2013 | 516 |
| 1939 | 573 | 1985 | 588 | 1994 | 567 | 2000 | 605 |      |     |

## Politik

### Ortsteilvertretung
Seit dem Zusammenschluss von Saathain mit den umliegenden Dörfern Haida, Prösen, Reichenhain, Stolzenhain, Wainsdorf und Würdenhain am 26. Oktober 2003 ist der Ort ein Ortsteil der Gemeinde Röderland. Vertreten wird Saathain nach der Hauptsatzung der Gemeinde durch den Ortsvorsteher und einen dreiköpfigen Ortsbeirat.
Ortsvorsteher in Saathain ist gegenwärtig (Stand: 2010) Dietmar Gebel (Freie Wählergemeinschaft Saathain); die beiden anderen Mitglieder des Ortsbeirats sind Detlef Scheibe (Freie Wählergemeinschaft Saathain) und Joachim Pfützner (Die Linke).

## Kultur und Sehenswürdigkeiten

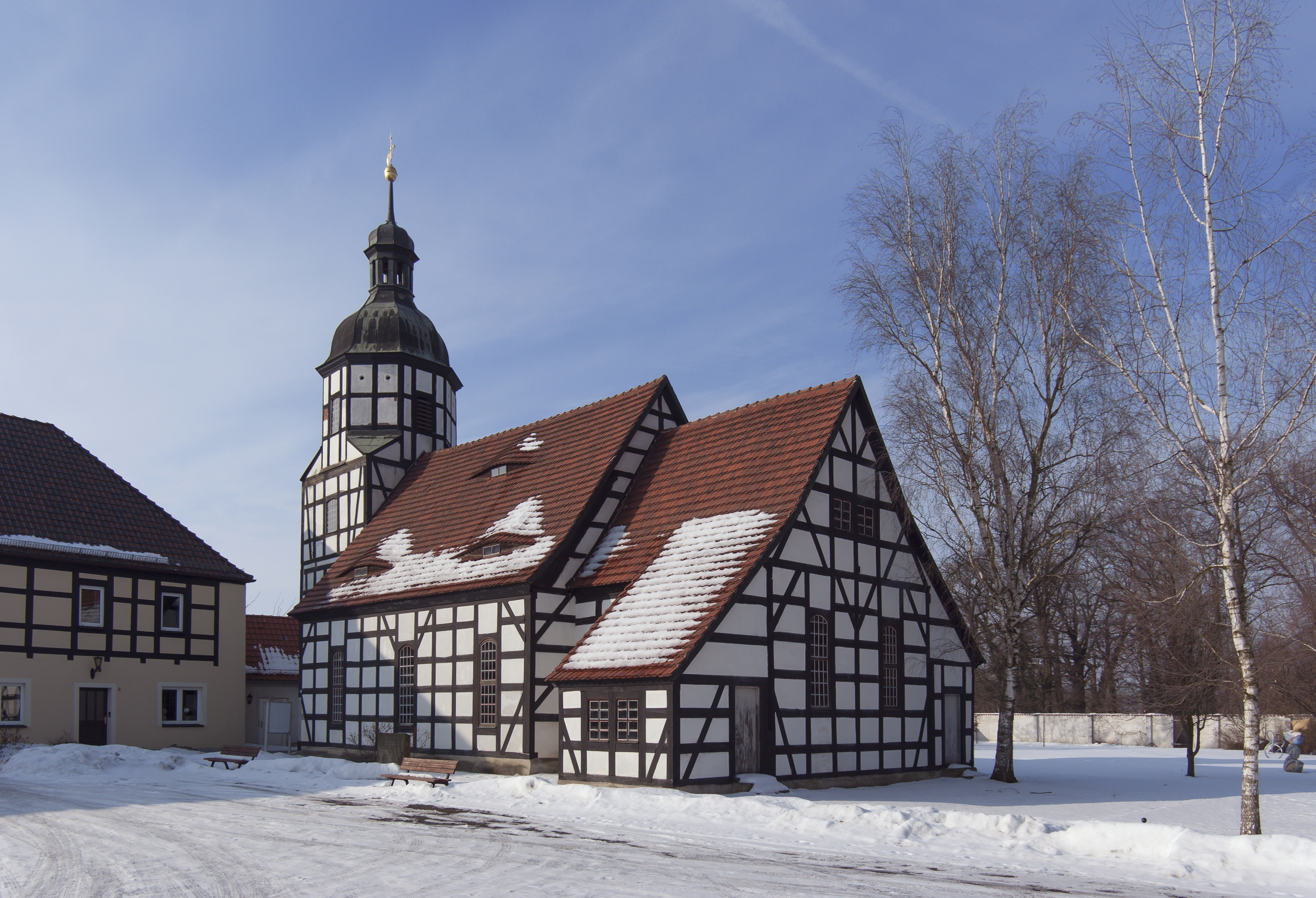
Fachwerkkirche Saathain

### Kulturelle Veranstaltungen
Das einstige Saathainer Gut ist mit den zahlreichen Konzerten und Ausstellungen eines der kulturellen Zentren der Gemeinde und des Landkreises Elbe-Elster. Seit Mai 2006 wird angeboten, sich in der historischen Fachwerkkirche standesamtlich trauen zu lassen.
Seit 1953 kommt am Ostersonntag auf dem Sportplatz des Ortes der Osterhase zu Besuch. Meist von weiteren Artgenossen begleitet, verteilt er Süßigkeiten und Ostereier an die zahlreich erscheinenden Kinder.
Ein weiterer Höhepunkt ist das Sportfest im Juli.

### Vereinsleben
Seit 1920 gibt es den Sportverein SG Röder 20. 1949 wurde der Klub in BSG Traktor Saathain umbenannt. Nach der Wiedervereinigung der beiden deutschen Staaten erfolgte 1992 die Rückbenennung. Neben der Sparte Fußball, deren erste Mannschaft gegenwärtig (2010) in der 1. Kreisklasse spielt, gibt es die Abteilungen Kegeln, Volleyball und Gymnastik.
Ein weiterer aktiver Verein ist der 1996 gegründete Förderverein Gut Saathain e. V. Der zunächst als Kirche, Park und Rosengarten Saathain e. V. gegründete Verein erhielt seinen Namen im Jahre 2008. Die gegenwärtig (2010) etwa 30 Mitglieder bemühen sich um die komplexe Förderung, den Erhalt und die Entwicklung des einstigen Gutes Saathain als Kulturzentrum.
Die Freiwillige Feuerwehr des Ortes wurde 1934 gegründet und sorgt seitdem für den Brandschutz und die allgemeine Hilfe. Das von 1957 bis 1959 errichtete Feuerwehrhaus befindet sich gegenüber der einstigen Dorfschule am Abzweig nach Neusaathain. Ausgestattet ist die Feuerwehr gegenwärtig (2010) mit einem Löschgruppenfahrzeug 8 (kurz: LF 8).

### Sehenswürdigkeiten

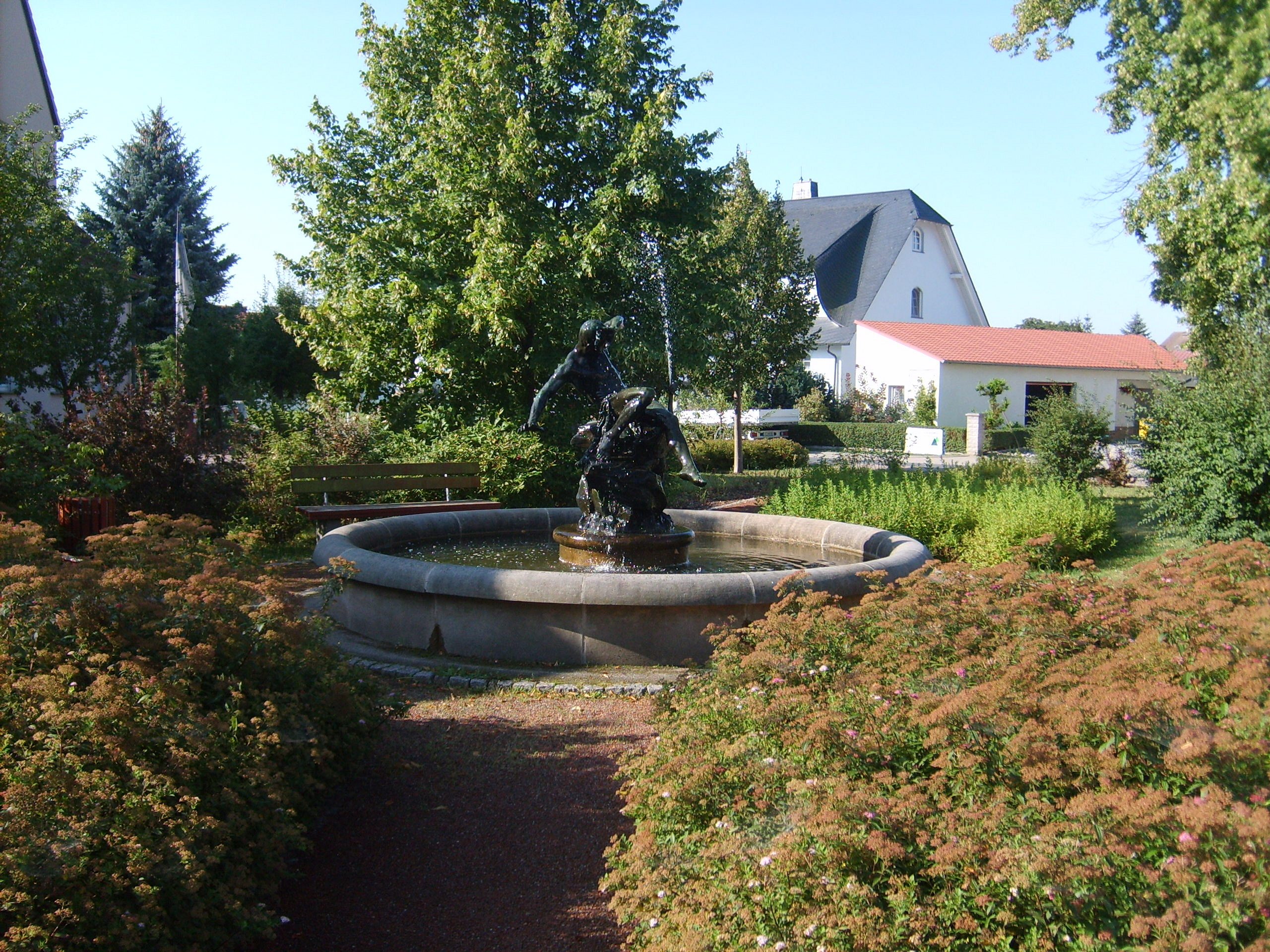
Springbrunnen aus dem Jahr 1930

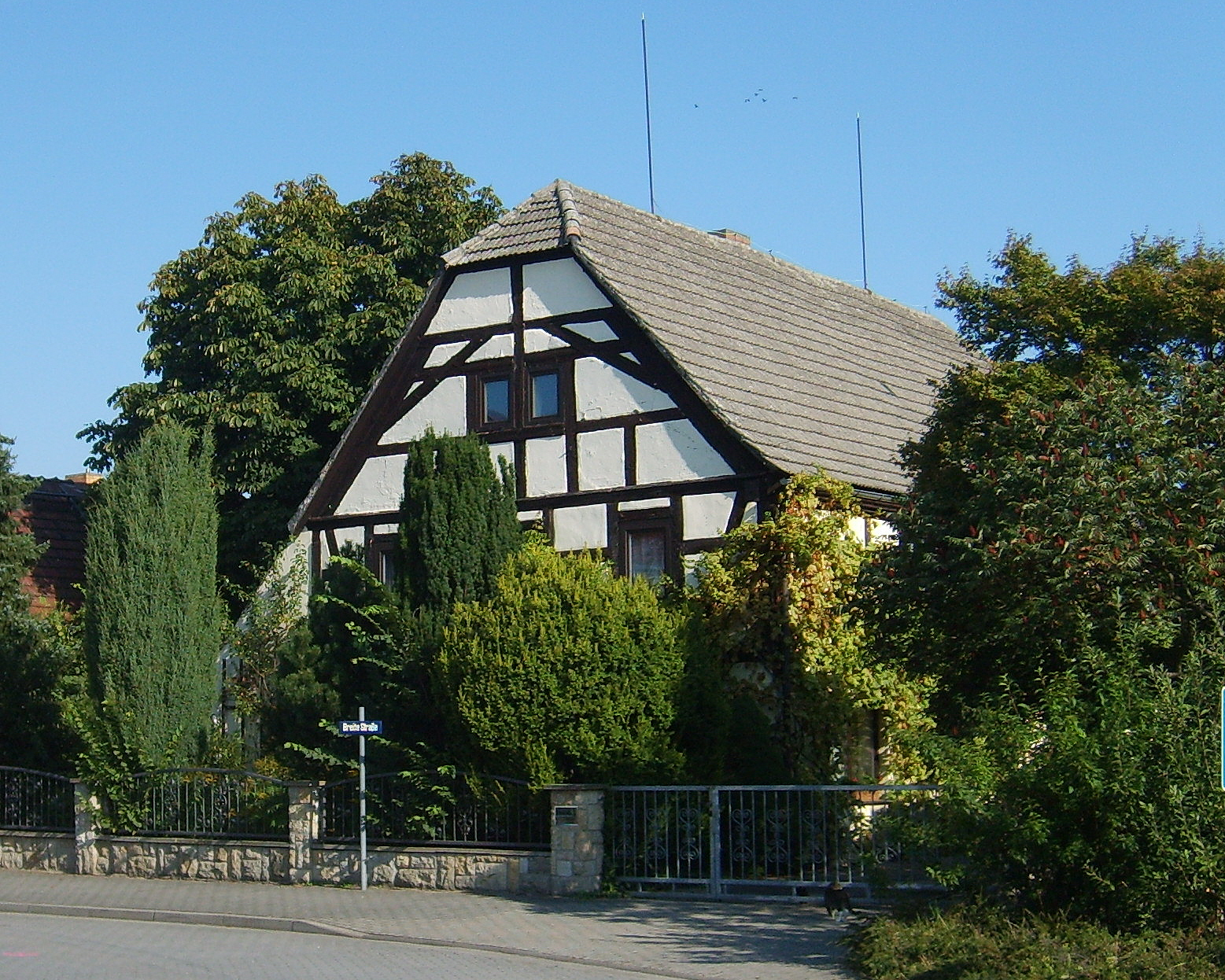
Unter Denkmalschutz stehendes Wohnhaus an der Breiten Straße

Der Ort hat einige Baudenkmäler, die in die Denkmalliste des Landes Brandenburg aufgenommen wurden.
Der Park des einstigen Saathainer Schlosses wurde ab 1972 in einen Rosengarten mit etwa 5000 Rosenstöcken und mehr als 70 Rosenarten umgewandelt. Die Ruine des Schlosses wurde zu einer Terrasse umgestaltet, auf der sich ein Sommer-Café befindet und von der man das Areal des Gartens überblicken kann.
Der aus dem Jahr 1629 stammende Fachwerkbau der ehemaligen Gutskirche des Dorfes war auf dem Standort einer urkundlich 1575 erwähnten Schlosskapelle errichtet worden. Ihre heutige Gestalt erhielt sie durch Umbauarbeiten im Jahr 1816. Seit 1968 steht die Kirche unter Denkmalschutz. Nach umfangreichen Sanierungsmaßnahmen ist sie seit 1990 wieder für die Öffentlichkeit zugänglich. Unmittelbar hinter dem Bauwerk wurde auf einer Wiese im Mai 2004 ein Skulpturenpark eröffnet. Vor der Kirche befindet sich ein Gedenkstein für den Pastor Wolfgang Bastian, der 1942 in Torgau bei Verhören durch die Gestapo ums Leben kam.
Im einstigen Schlosspark befindet sich vor den Resten des Schlosses ein am 6. Juli 1958 eingeweihtes Denkmal in Form eines unbehauenen Granitfindlings. Ein Schild im oberen Teil trägt den Ortsnamen sowie einen Eichenbaum und eine Seerose, die an den gewässerreichen Röderwald erinnern soll. Darunter befinden sich einige chronologische Daten über die Entwicklung des Dorfes Saathain.
Auf dem Dorfplatz befindet sich ein denkmalgeschützter Springbrunnen aus dem Jahr 1930, dessen Standort sich ursprünglich vor dem Saathainer Schloss befand. 1953 erfolgte die Umsetzung auf seinem heutigen Standort auf dem Dorfplatz.
In der Breiten Straße ist ein Wohnhaus mit Auszugshaus, Scheune und Wirtschaftsgebäude unter Denkmalschutz.
Unter Denkmalschutz stand auch die alte Rödermühle im Süden des Ortes. Das historische Bauwerk, das 1974 den Betrieb einstellte, fiel im September 1997 einem Brand zum Opfer. Die Ruine der erstmals im 16. Jahrhundert erwähnten Wassermühle befindet sich am einstigen Flusslauf der Großen Röder in der Siedlung Neusaathain. Auf dem Gelände der Rödermühle befinden sich neben einer Baumschule eine 1998 eröffnete Galerie, ein kleiner Streichelzoo und ein Sommer-Café.

### Saathain als Wiege des sächsischen Wandermarionettentheaters

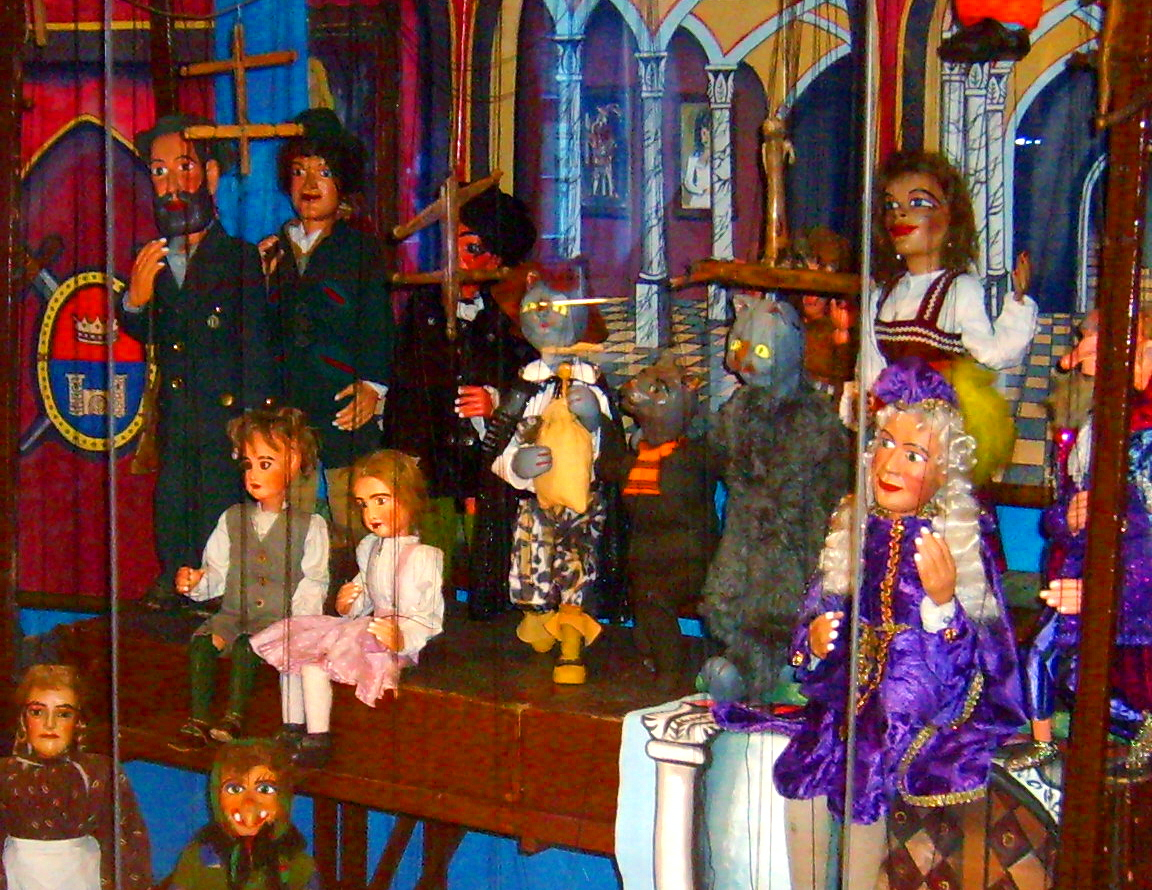
Marionettentheatersammlung Bad Liebenwerda

Saathain gilt wie das Elbe-Elster-Land als eine Wiege des sächsischen Wandermarionettentheaters. Seit Anfang des 19. Jahrhunderts sind in Saathain ansässige Vertreter dieser Kunst nachgewiesen. Der erste bekannte Marionettenspieler, der sich in der Siedlung Neu-Saathain niederließ, war Johann Georg Bille († 1832). Er erwarb dort 1803 vom Saathainer Rittergutsbesitzer, dem Reichsgrafen von Solms und Tecklenburg, für 200 Taler ein Wohnhaus mit Scheune und Stallung. Bille folgten weitere Puppenspieler; die bekanntesten Saathainer Namen von Puppenspielerfamilien sind Richter (seit 1832), Gassmann, Hähnel und Gierhold. Durch Eheschließungen zwischen den einzelnen Familien erwuchsen Familienbande zwischen fast allen sächsischen Puppenspielerfamilien. Diese waren den größten Teil des Jahres auf Wanderschaft und kamen nur nach Saathain, um dort den Winter bei ihren Verwandten zu verbringen.
Mit dem Aufkommen von Kino und Fernsehen im 20. Jahrhundert kam es weitgehend zur Aufgabe der einzelnen Spielbetriebe. Jedoch haben bis in die Gegenwart einzelne Familien diese Tradition bewahrt, wie die Familie Bille, die im 18. und 19. Jahrhundert allein etwa 12 eigenständige Bühnen besaß und damit eine der wichtigsten Marionettenspielerdynastien Europas war. Eine Dauerausstellung im Bad Liebenwerdaer Kreismuseum unter dem Titel Von der Schusterahle zum Marionettenzwirn beschäftigt sich seit Dezember 1998 mit der Geschichte des Marionettentheaters im Elbe-Elster-Gebiet. Kern der Ausstellung ist eine Marionettentheatersammlung des Dobraer Puppenspielers Karl Gierhold. Einer der vier Abschnitte dieser Ausstellung im Museum ist den Saathainer Marionettenspielern gewidmet.

## Wirtschaft und Infrastruktur

### Wirtschaft und Verkehr
Am 18. April 1958 wurde die Landwirtschaftliche Produktionsgenossenschaft Neue Saat vom Typ I in Saathain gegründet. Zunächst bestand sie aus zwei landwirtschaftlichen Betrieben, die mit vier Mitgliedern 20,66 Hektar bewirtschaftete. Bereits am 9. Juni 1959 gehörten der Saathainer LPG fünf Betriebe mit neun Mitgliedern an, und die bewirtschaftete Fläche war auf 47,09 Hektar angewachsen. 1974/75 schloss sie sich mit der LPG Friedrich Engels in Stolzenhain zusammen. Der Sitz der 1991 aufgelösten Genossenschaft befand sich in Stolzenhain.
Die Landwirtschaft hat in Saathain ihre einstige Bedeutung weitgehend verloren. Einen großen Teil der landwirtschaftlichen Flächen in der Gemeinde Röderland bewirtschaftet die 1991 aus der LPG Friedrich Engels hervorgegangene Lawi GmbH mit Sitz in Stolzenhain. Im Ort sind einige mittelständische Unternehmen ansässig, wie die Baumschule Saathainer Mühle und die Bäckerei Pförtner. An der Alten Dorfstraße befindet sich das Gasthaus Zur Linde. Die dem Dorf am nächsten gelegenen Gewerbegebiete befinden sich in Elsterwerda, Haida und im ebenfalls zur Gemeinde Röderland gehörenden Prösen.
Saathain ist durch Verbindungsstraßen mit der Landesstraße 59 bei Stolzenhain und an die Elsterwerda tangierenden Bundesstraßen B 101 und B 169 angebunden. Die nächstgelegenen Bahnhöfe sind Bahnhof Elsterwerda (Bahnstrecken Berlin–Dresden und Riesa–Elsterwerda) sowie Elsterwerda-Biehla (Bahnstrecke Węgliniec–Falkenberg/Elster).
Mehrere befestigte Radwege entlang der Schwarzen Elster verbinden Saathain mit den Sehenswürdigkeiten des Umlandes, dem Naturpark Niederlausitzer Heidelandschaft und der wenige Kilometer östlich gelegenen Niederung des Schradens. Mit der Tour Brandenburg führt der mit 1111 Kilometern längste Radfernweg Deutschlands am Dorf vorbei. Weitere Radrouten sind der Fürst-Pückler-Radweg, der unter dem Motto 500 Kilometer durch die Zeit in die Projektliste der Internationalen Bauausstellung Fürst-Pückler-Land aufgenommen wurde, und der 108 Kilometer lange Schwarze-Elster-Radweg.

### Bildung
Nach der Auflösung der Dorfschule im Jahr 1975 wurden die Kinder des Ortes zunächst in die Polytechnische Oberschule in Elsterwerda-Biehla eingeschult, aus der nach der Wende ein inzwischen wieder aufgelöstes Gymnasium und eine Grundschule hervorgingen. Gegenwärtig werden die Schüler des Ortsteils in die Grundschule Prösen eingeschult, die den Status einer Verlässlichen Halbtagesschule besitzt; Träger ist die Gemeinde Röderland. In Prösen befindet sich außerdem eine private Oberschule. Im unweit gelegenen Elsterwerda besteht eine Oberschule, ein Gymnasium sowie weitere Bildungseinrichtungen. Die nächstgelegenen Bibliotheken sind in Elsterwerda und Prösen.

### Medien
Monatlich erscheinen in Saathain der Gemeindeanzeiger sowie das Amtsblatt für die Gemeinde Röderland. Der Kreisanzeiger des Landkreises Elbe-Elster erscheint nach Bedarf.
Die regionale Tageszeitung im Elbe-Elster-Kreis ist die zur Lausitzer Rundschau gehörende Elbe-Elster-Rundschau mit einer Auflage von etwa 99.000 Exemplaren. Die kostenlosen Anzeigenblätter Wochenkurier und SonntagsWochenBlatt kommen wöchentlich heraus.

## Persönlichkeiten
Mit Saathain ist das Leben folgender Persönlichkeiten verbunden:
- Walther von Köckritz (* in Saathain; † 1411), Domherr von Magdeburg, Merseburg und Meißen, Bischof von Merseburg
- Samuel August Wagner (* 1734 in Saathain; † 1788 in Dresden), kursächsischer Mediziner und Lehrer
- Karl Benedikt Suttinger (* 1746 in Saathain; † 1830 in Lübben), Dichter und Lehrer
- Hans Wolfgang Bastian (* 21. Mai 1906 in Elsterwerda; † 18. März 1942 in Torgau), evangelischer Pfarrer, umgekommen bei Verhören durch die Gestapo
- Heinz Dreißig (1925–2022)[65], Saathainer Bürgermeister von 1951 bis 1990, bekam 1991 vom Deutschen Nationalkomitee für Denkmalschutz für seine Verdienste den „Deutschen Preis für Denkmalschutz“ verliehen. Seit dem Jahre 2015 war Dreißig Ehrenbürger von Saathain.[66]